# Eugenie Lisitzin

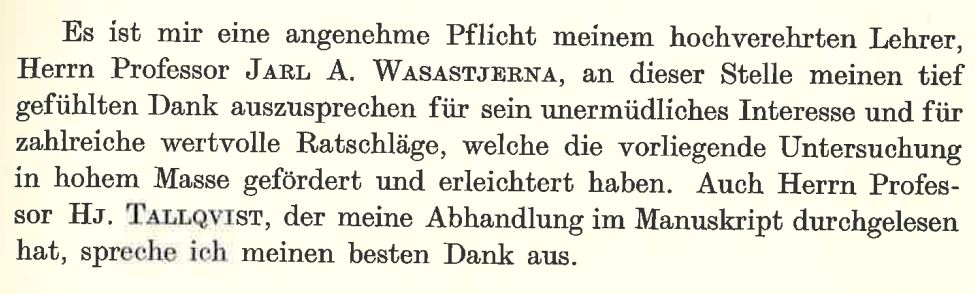
Ein Bild aus der Widmungsseite aus der Doktorarbeit von E. Lisitzin

 Eugenie Lisitzin (* 3. November 1905 in Dresden, Deutschland; † 28. Oktober 1989 in Helsinki, Finnland) war eine finnische Ozeanographin und Hochschullehrerin. Als erste Frau in Finnland promovierte sie in Physik und war die erste Frau, die in die mathematisch-physikalische Abteilung der Finnische Wissenschaftliche Gesellschaft aufgenommen wurde. Sie war auch die erste amtierende Direktorin einer wissenschaftlichen Abteilung der finnischen Regierung.

## Leben und Werk
Die Finnlandschwedin Eugenie Lisitzin war die Tochter von Eugenie Maria de Ratomska und Georgius Lisitzin. Ihr Vater war nach Abschluss eines Ingenieurstudiums in Dresden an der Technischen Universität Bergakademie Freiberg als Bergbauingenieur tätig. 
Eugenie machte 1926 ihr Abitur an einer schwedischsprachigen Sekundarschule in Viborg (heute russisch Выборг/Wyborg) und studierte an der Universität Helsinki Physik, Mathematik und Meteorologie. 1929 erwarb sie einen Abschluss als „Kandidatin der Philosophie“ (entspricht etwa heutigem Bachelor) und 1938 „Lizentiatin der Philosophie“. 1950 wurde sie bei Jarl Axel Wasastjerna mit ihrer Dissertation Über die Ionisierungsspannungen der Elemente in verschiedenen Ionisierungszuständen promoviert.
Eugenie Lisitzin war am Institut für Meeresforschung bereits von 1933 bis 1945 als Hilfsassistentin tätig, forschte die nächsten 10 Jahre als Assistentin und anschließend bis 1972 als Ozeanografin und Leiterin der Meeresspiegelsektion. Von 1955 bis 1972 war sie ebenfalls als Professorin an der Universität Helsinki tätig.

## Forscherin im Institut für Meereskunde
In der im April 1926 erlassenen Verordnung in Finnland, die ergänzende Bestimmungen über die Wählbarkeit von Frauen zu Regierungsämtern enthielt, wurde festgelegt, dass Frauen nicht auf Positionen im Meeresforschungsinstitut, mit Ausnahme der chemischen Abteilung, berufen werden konnten. Lisitzin musste eine Ausnahmegenehmigung beantragen, als sie sich zuerst für die Stelle als Assistentin und dann als Ozeanografin bewarb. Aufgrund der positiven Stellungnahme der Meeresforschungskommission gewährte ihr die Regierung in beiden Fällen die erforderliche Genehmigung. Erst 1961 wurde der Artikel als nicht mehr relevant angesehen und aus dem Erlass gestrichen.
Das Institut für Meeresforschung wurde 1919 gegründet und war dem Ministerium für Verkehr und Kommunikation unterstellt. Die Forscher überwachten Änderungen des Meeresspiegels und der Eisverhältnisse. Sie untersuchten auch die chemische Beschaffenheit des Meerwassers und führten theoretische Meeresforschung durch. Forschungsschwerpunkte von Lisitzin waren die Änderungen des Meeresspiegels. Sie sammelte sowohl in Finnland als auch im Ausland eine große Anzahl von Forschungsergebnissen und verfasste 1974 das erste umfassende Lehrbuch über den mittleren Meeresspiegel in den Ozeanen Changes in Sea Level. Neben der Überwachung von Änderungen des Meeresspiegels beschäftigte sie sich auch mit dem Wassergleichgewicht der Ozeane und der Landhebungen an den finnischen Küsten.

## Die isoelektronischen Reihen der Elemente

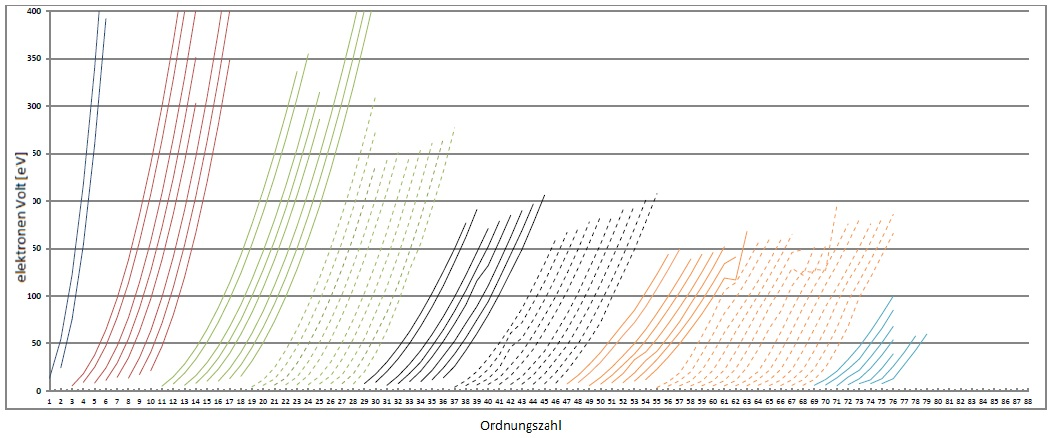
Die Grafik zeigt die gemessene Ionisationsenergie der Elemente und ihrer Ionen
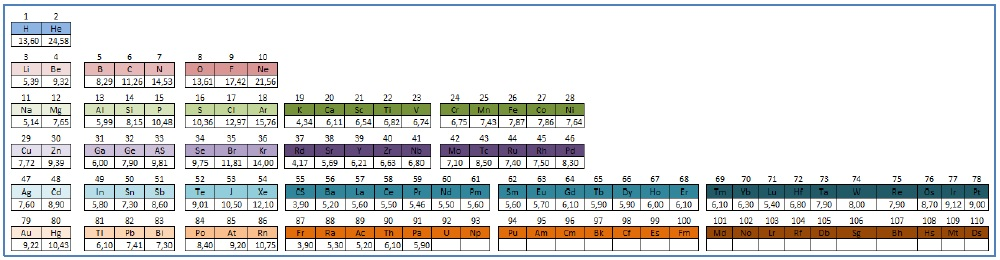
Das Bettermannsche Periodensystem

Lisitzin beschrieb 1936 isoelektronische Reihen, mit denen ein Alternatives Periodensystem, das sogenannte Bettermannsche Periodensystem, entwickelt wurde. Sie zeigte, dass sich die isoelektronischen Reihen als Polynome zweiten Grades, als Parabeln, darstellen lassen.
1960 wurde sie als erste Frau als Mitglied in die Mathematisch-Physikalische Abteilung der Finnischen Wissenschaftsgesellschaft aufgenommen. Sie beherrschte neun Sprachen fließend, nahm an wissenschaftlichen Tagungen teil und veröffentlichte in mehreren Sprachen mehr als hundert wissenschaftliche Arbeiten.

## Veröffentlichungen (Auswahl)
- Über die Ionisierungsspannungen der Elemente in verschiedenen Ionisierungszuständen. Helsinki, 1938.
- Zur Frage des prognostischen Wertes der Wassertemperatur im Schärenmeer. Helsinki, 1939.
- Sea level changes. Elsevier Science Ltd, 1974, ISBN 978-0-444-41157-0.
- Zur Frage des prognostischen Wertes der Wassertemperatur im Schärenmeer. Helsinki, 1939.
- Der mittlere Meeresspiegel des Weltozeans. 1965.
- Der Wasserstand in der Ostsee als Indikator der Strenge des Winters. Merentutkimuslaitos, 1958.